# دليل مباشر
الدليل المباشر هي مجموعة من الحقائق في القانون التي تدعم بشكل مباشر حقيقة ادعاء ما دون أي استدلال متدخل. غالبًا ما يتم توضيح ذلك من خلال شهادة شهود العيان، والتي تتكون من وصف الشاهد لتجربته الحسية المباشرة المزعومة لفعل مزعوم دون تقديم حقائق إضافية. على النقيض من ذلك، يمكن للأدلة الظرفية أن تساعد في إثبات ما إذا كان التأكيد صحيحًا من خلال الاستدلال، مثل الطب الشرعي الذي يقدمه شاهد خبير .
في قضية جنائية، يقدم شاهد العيان دليلاً مباشراً على الفعل الإجرامي إذا شهد أنه شهد الأداء الفعلي للحدث الإجرامي المعني. تعتبر الشهادات الأخرى، مثل وصف الشاهد للمطاردة التي أدت إلى فعل عنف أو ما يسمى بالدليل القاطع، ظرفية.

## أهمية الدليل المباشر
تتمثل أهمية الدليل الجنائي في إثبات وقوع الجريمة ونسبتها إلى شخص معين، سواء كان فاعلاً أصلياً أو شريكاً، مما يتيح تطبيق القانون وتحديد العقوبة المناسبة. ويُصنف الدليل إلى مباشر وغير مباشر؛ فالدليل المباشر يرتبط مباشرة بالواقعة كاعتراف المتهم أو شهادة الشهود، في حين أن الدليل غير المباشر يستند إلى الاستدلال العقلي والمنطقي للوصول إلى نتائج غير واضحة من الوقائع المتاحة.
الدليل قد يكون لإدانة المتهم أو لنفي التهمة عنه، مثل شهادة تُثبت وجود المتهم بعيداً عن موقع الجريمة. أما القرائن، فهي استنتاجات تُبنى على وقائع معلومة للوصول إلى وقائع مجهولة، وقد تكون قانونية أو قضائية. القاضي يستخلص من الأدلة والقرائن استنتاجاته بناءً على العقل والمنطق، مما يساعده في تكوين قناعة راسخة حول ملابسات القضية وإصدار حكمه. تعتمد المحكمة على ترابط الأدلة وتماسكها، بحيث يمكن الاستغناء عن أدلة باطلة إذا كانت الأدلة الأخرى كافية ومتماسكة لتأكيد وقوع الجريمة وإثبات المسؤولية.